# Polypedilum spadix
Polypedilum spadix är en tvåvingeart som beskrevs av Tokunaga 1964. Polypedilum spadix ingår i släktet Polypedilum och familjen fjädermyggor. Inga underarter finns listade i Catalogue of Life.